# Topkapselmos
Topkapselmossen of acrocarpen zijn een groep van (blad)mossen, die worden onderscheiden op grond van de algehele vertakkingswijze, de bouw van de plant met van stengels en zijtakken en de plaats van de sporenkapsels.
Binnen 'echte' mossen of bladmossen vormen de topkapselmossen een groep naast de veenmossen en de restgroep van de slaapmossen. Voorbeelden van topkapselmossen zijn de haarmossen (Polytrichum spp.), kussentjesmos (Leucobryum glaucum), kleivedermos (Fissidens taxifolius), gewoon gaffeltandmos (Dicranum scoparium) en gewoon purpersteeltje (Ceratodon purpureus).

## Mosplant
Topkapselmossen hebben rechtopstaande stengeltjes, die maar weinig vertakt zijn. De wijze van vertakking is dichotoom (gaffelvormig) en de takken lopen in dezelfde richting als de stengel. 

## Sporenkapsel
De sporenkapsels staan in aanleg aan de uiteinden van takken. Bladen zijn gewoonlijk voorzien van een bladnerf en soms is de bladrand verdikt. De bladcellen (van de bladschijf) zijn even lang als breed (isodiametrisch), min of meer rond, ruitvormig of zeshoekig; dat in tegenstelling tot de bladcellen van de slaapmossen die gewoonlijk duidelijk langer zijn dan breed (prosenchymatisch).

Voorbeelden van topkapselmossen
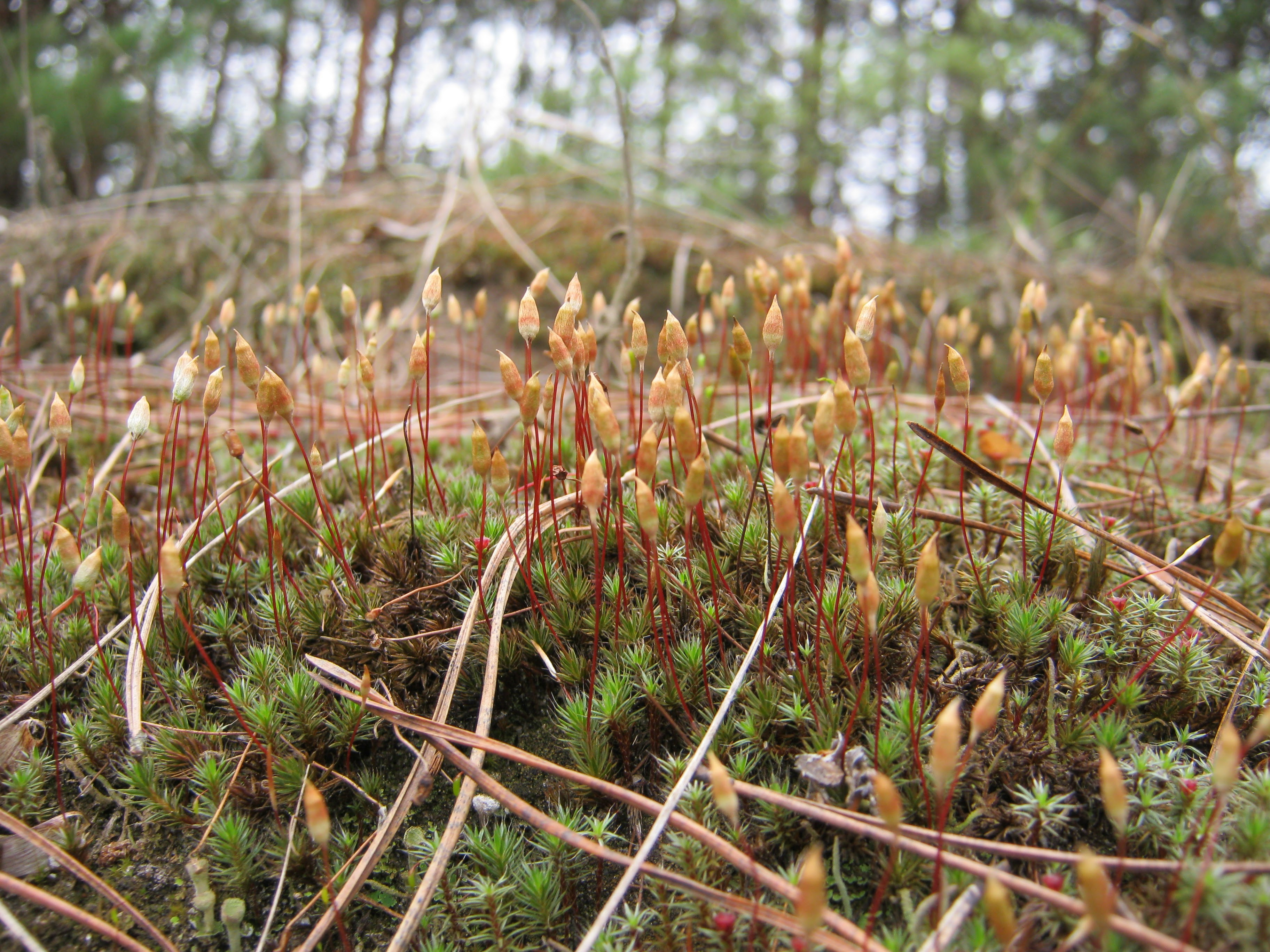
Polytrichum sp. (haarmos) met sporenkapsels
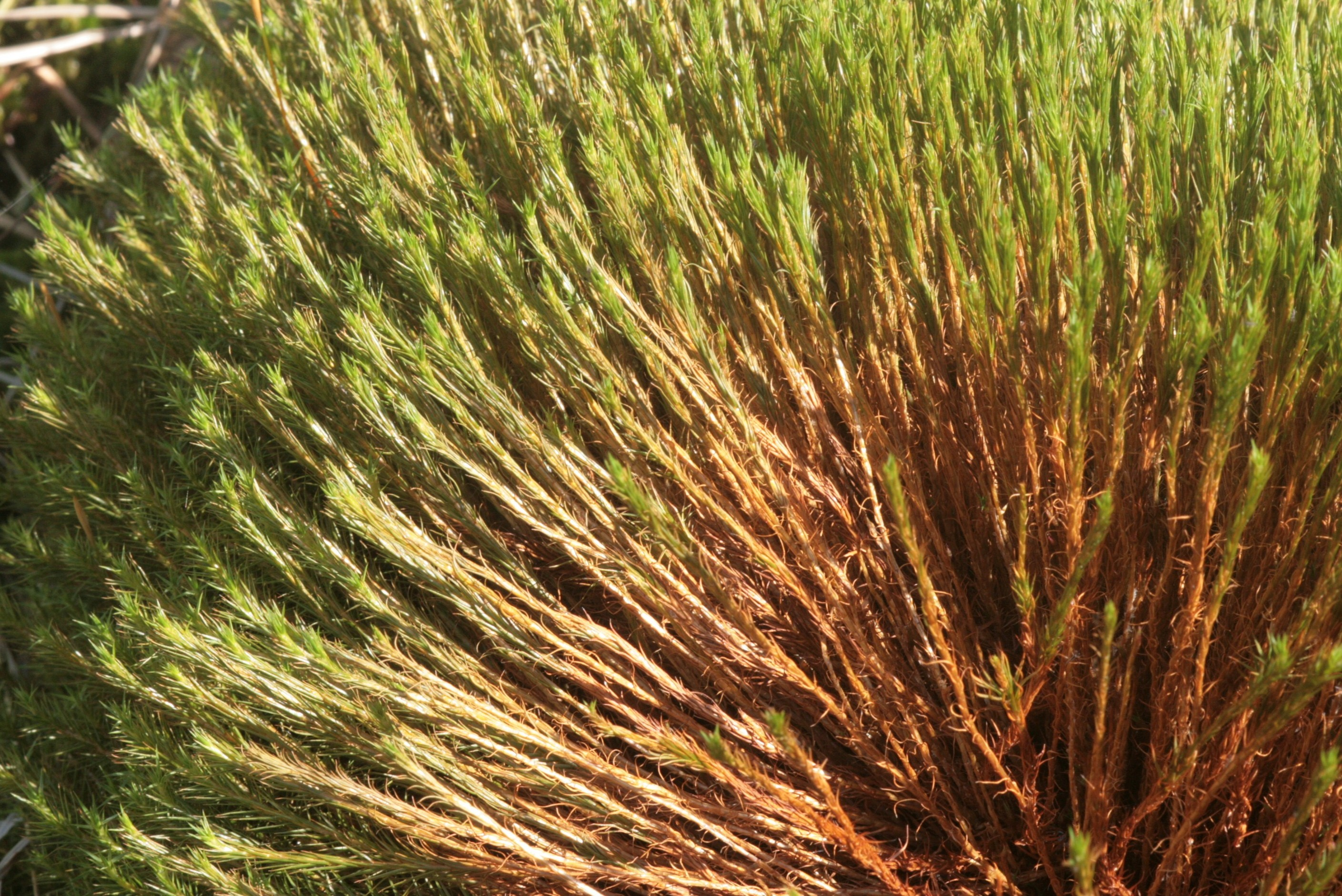
Polytrichum commune (gewoon haarmos), dichotoom of vrijwel niet vertakt
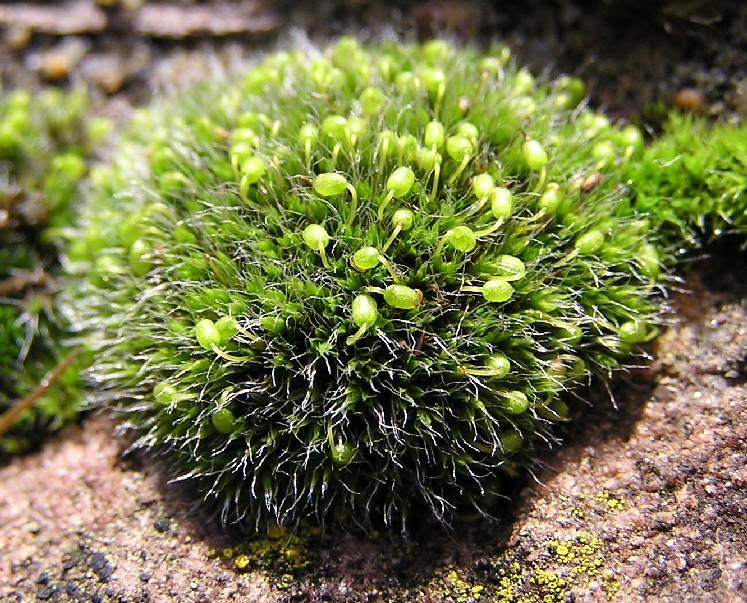
Grimmia pulvinata (gewoon muisjesmos) met sporenkapsels

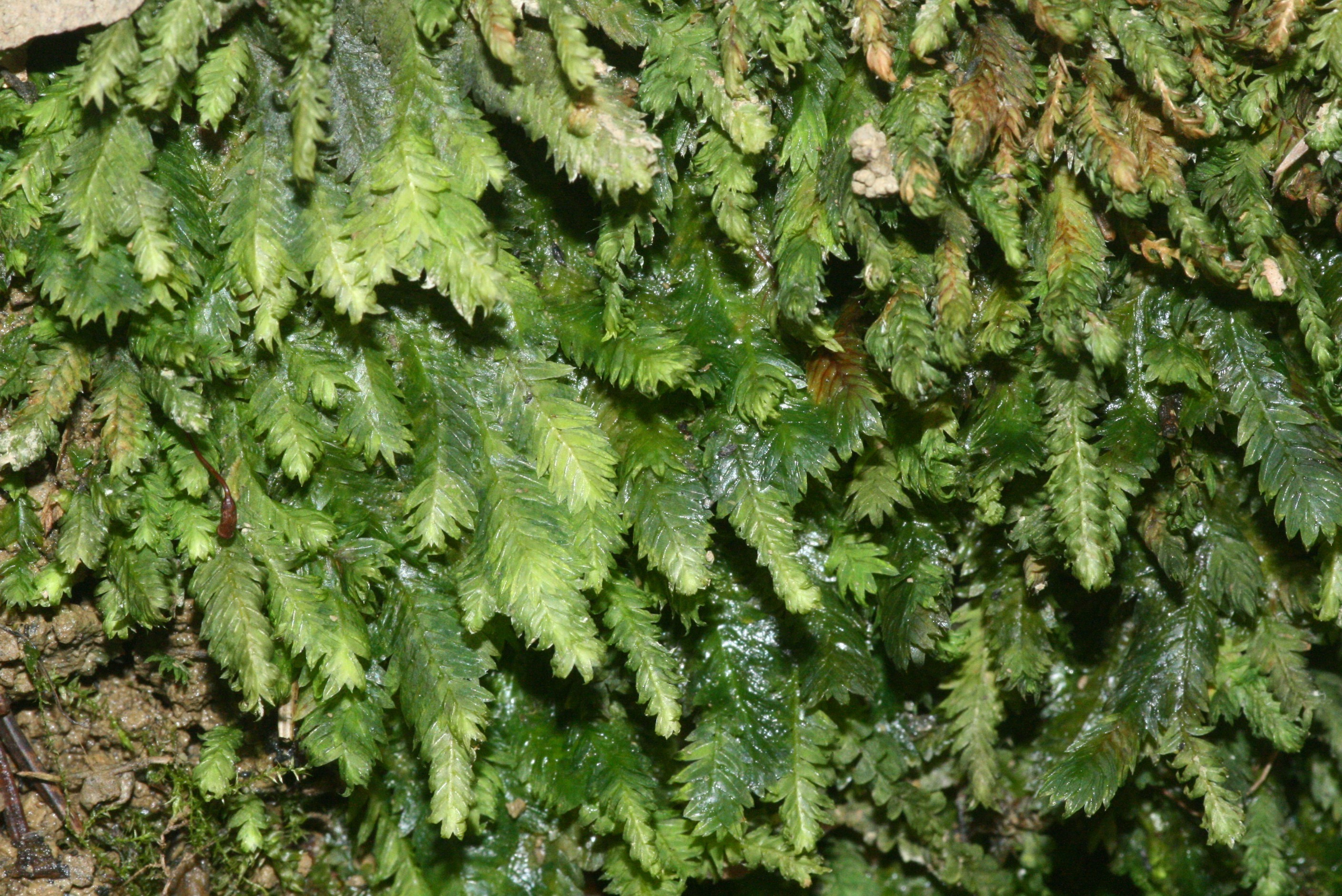
Fissidens taxifolius (kleivedermos)
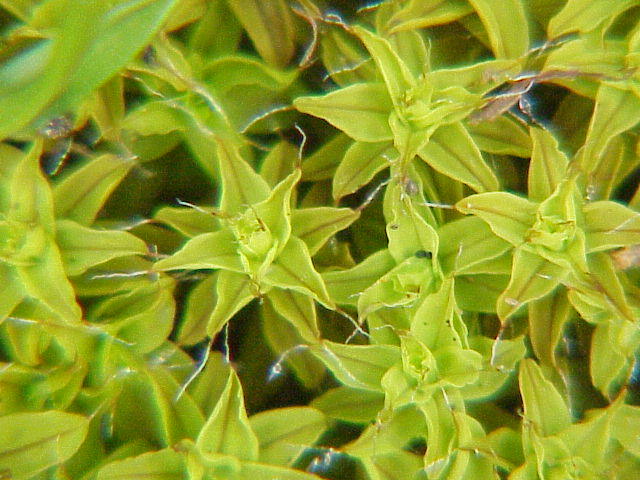
Tortula ruralis (duinsterretje), bladen met glashaar aan de bladtop
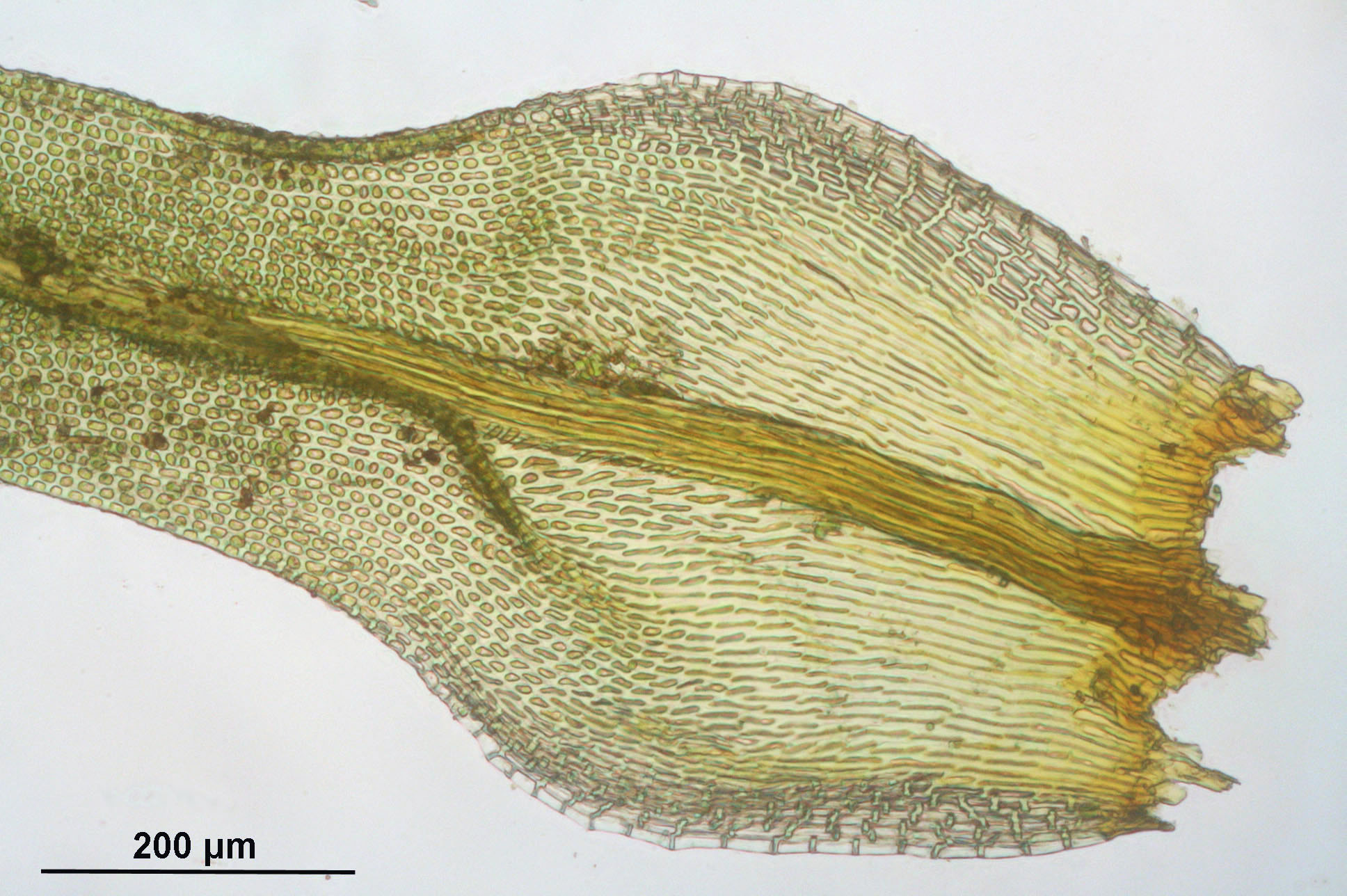
Ulota bruchii (knotskroesmos), gedeelte van blad met lange cellen in de bladbasis en korte cellen van de bladschijf